# 叉毛蓬属
叉毛蓬属（学名：Petrosimonia）是藜科下的一个属，为一年生草本植物。该属共有约有11种，分布于中亚及西亚。